# جون مارتن ليهي
جون مارتن ليهي (بالإنجليزية: John Martin Leahy)‏ (16 مايو 1886 في الولايات المتحدة - 26 مارس 1967، سياتل في الولايات المتحدة)؛ رسام وروائي أمريكي.